# Cantó de Neuvy-le-Roi
El cantó de Neuvy-le-Roi és un cantó francès del departament de l'Indre i Loira, situat al districte de Tours. Té 10 municipis i el cap és Neuvy-le-Roi.

## Municipis
- Bueil-en-Touraine
- Chemillé-sur-Dême
- Épeigné-sur-Dême
- Louestault
- Marray
- Neuvy-le-Roi
- Saint-Aubin-le-Dépeint
- Saint-Christophe-sur-le-Nais
- Saint-Paterne-Racan
- Villebourg

## Història
| Data d'elecció                           | Identitat      | Partit          | Qualitat |
| ---------------------------------------- | -------------- | --------------- | -------- |
| 1945-1949                                | Raymond Moussu | MRP             |          |
| 1949-1955                                | M. Girard      | RGR             |          |
| 1955-1973                                | M. Rochette    | Divers droite   |          |
| 1973-1992                                | Jean Poussin   | Divers droite   |          |
| 1992-                                    | Henri Zamarlik | UDF, després AC |          |
| les dades anteriors no són pas conegudes |                |                 |          |
|                                          |                |                 |          |